# Симфонічний оркестр штату Сан-Паулу

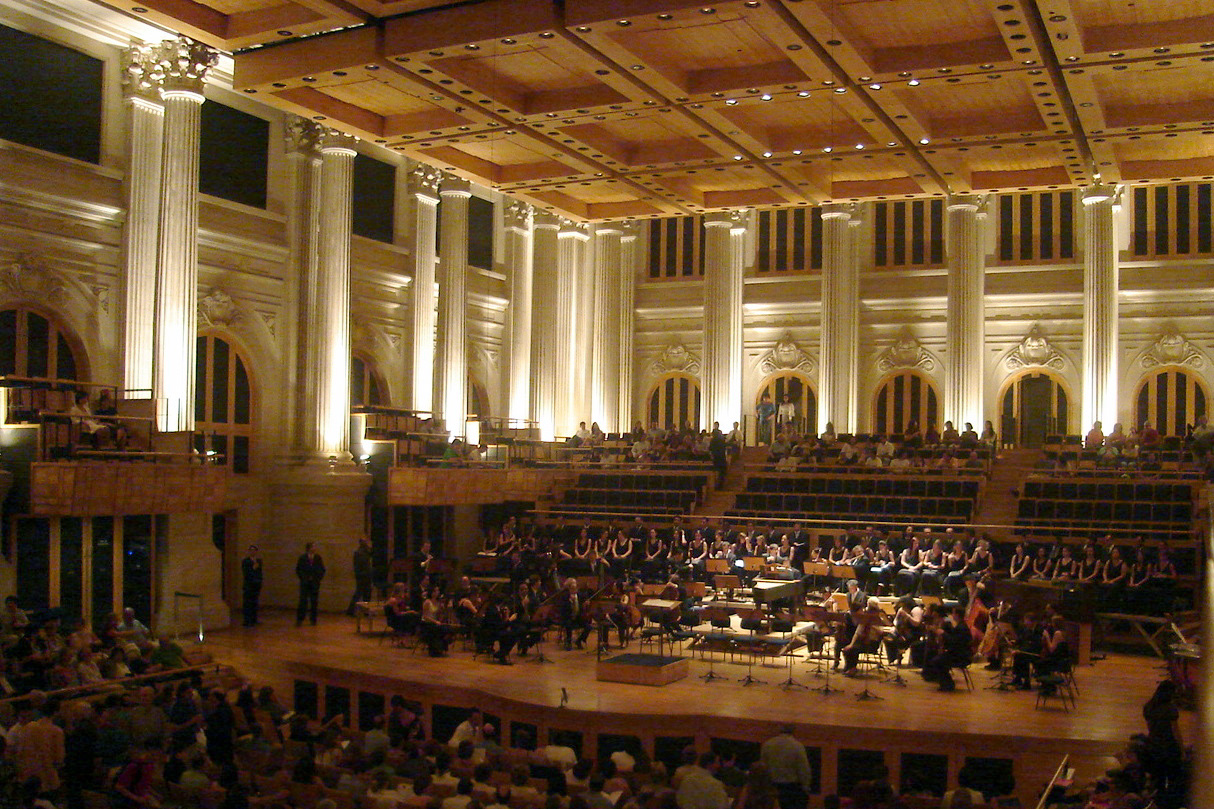
Зала Сан-Паулу — домашній майданчик оркестру

Симфонічний оркестр штату Сан-Паулу (порт. Orquestra Sinfônica do Estado de São Paulo) — бразильський симфонічний оркестр, що базується у місті Сан-Паулу. Оркестр був заснований в 1954 році за активною участю Жуана ді Соуза Ліми. Під керівництвом протягом 24 років Елеазара де Карвалью оркестр увійшов на міжнародний рівень. З 1999 року домашнім майданчиком оркестру є Зала Сан-Паулу. Зараз оркестр щороку проводить понад 130 концертів та є одним з найвіднміших в Латинській Америці.
На початку 21 століття оркестр здійснив ряд крупних гастрольних поїздок, зокрема по Європі (2003) і США (2002, 2006) та відзначив своє 50-ліття туром по столицях 14 штатів Бразилії. З 2005 року під патронажем оркестру проводиться конкурс диригентів. У тому ж році керівництво оркестром перейшло до спеціального фонду (порт. Fundação OSESP), президентом якого став колишній президент країни Фернанду Енріке Кардозу.

## Головні диригенти
- Бруно Роччела (1964—1972)
- Елеазар ді Карвалью (1972—1996)
- Джон Нешлінг (з 1997 року)